# Анін Віктор Іванович
Ві́ктор Іва́нович А́нін (нар. 2 грудня 1956, село Обич, нині Шумського району Тернопільської області) — український вчений , громадський діяч,кандидат технічних наук, доктор економічних наук,професор, і член Академії будівництва України.

## Біографічні відомості
Навчався в Севастопольському будівельному технікумі, у 1978–1983 роках — у Київському інжерному-будівельному інституті (нині Київський національний університет будівництва і архітектури).
Працював (від майстра дільниці до головного інженера) в будівельному комбінаті в Києві.

## Науково-педагогічна діяльність
Після закінчення аспірантури викладав у Київському національному університеті. Був консультантом 1-го заступника міністра економіки України.
Від 1998 — директор ТОВ «Промгаз», одночасно — професор Київського національного університету будівництва і архітектури.

## Наукові звання
2004 року захистив докторську дисертацію «Теоретико-методологічні основи функціонування будівельних організацій в конкурентному середовищі» .
З 2010 року відповідно до Розпорядження Управління справами Апарату Верховної Ради УКраїни № 122 від 28 жовтня 2010 року очолює Державний будівельний комбінат Управління справами Верховної Ради України.